# Пісфул-Веллі (Вашингтон)
Пісфул-Веллі (англ. Peaceful Valley) — переписна місцевість (CDP) в США, в окрузі Вотком штату Вашингтон. Населення — 3015 осіб (2020).

## Географія
Пісфул-Веллі розташований за координатами 48°56′32″ пн. ш. 122°8′27″ зх. д. / 48.94222° пн. ш. 122.14083° зх. д. (48.942256, -122.140702).  За даними Бюро перепису населення США в 2010 році переписна місцевість мала площу 44,07 км², з яких 43,92 км² — суходіл та 0,14 км² — водойми.

## Демографія
Згідно з переписом 2010 року, у переписній місцевості мешкали 3324 особи в 1189 домогосподарствах у складі 799 родин. Густота населення становила 75 осіб/км².  Було 1488 помешкань (34/км²).
Расовий склад населення:
| - 88,2 % — білих - 2,4 % — корінних американців - 0,8 % — азіатів - 0,7 % — чорних або афроамериканців - 0,1 % — вихідців з тихоокеанських островів - 4,4 % — осіб інших рас |

До двох чи більше рас належало 3,5 %. Частка іспаномовних становила 7,6 % від усіх жителів.
За віковим діапазоном населення розподілялося таким чином: 28,0 % — особи молодші 18 років, 64,9 % — особи у віці 18—64 років, 7,1 % — особи у віці 65 років та старші. Медіана віку мешканця становила 33,8 року. На 100 осіб жіночої статі у переписній місцевості припадало 109,7 чоловіків;  на 100 жінок у віці від 18 років та старших — 108,3 чоловіків також старших 18 років.
Середній дохід на одне домашнє господарство  становив 51 718 доларів США (медіана — 45 320), а середній дохід на одну сім'ю — 62 958 доларів (медіана — 62 873). Медіана доходів становила 48 676 доларів для чоловіків та 43 203 долари для жінок. За межею бідності перебувало 26,7 % осіб, у тому числі 34,2 % дітей у віці до 18 років та 24,0 % осіб у віці 65 років та старших.
Цивільне працевлаштоване населення становило 1398 осіб. Основні галузі зайнятості: освіта, охорона здоров'я та соціальна допомога — 31,9 %, будівництво — 15,4 %, виробництво — 12,8 %.